# (763666) 2012 HX87
(763666) 2012 HX87 est un transneptunien, considéré comme objets épars, de magnitude absolue 6,6. Son diamètre est estimé à environ 190 km.